# Antonino (filósofo)
Antonino fue un filósofo neoplatónico que vivió en el siglo IV. Era hijo de Eustacio de Capadocia y Sosípatra y tuvo una escuela en Canopo, Egipto. Era algo mayor que la filósofa Hipatia, que vivía y trabajaba cerca de él en Alejandría. Se dedicó por entero a sus discípulos, pero nunca expresó públicamente sus opiniones sobre asuntos religiosos, y aunque Eunapio atribuye esto a la piedad de Antonino, también señala que Antonino se abstuvo de realizar ritos teúrgicos «quizá porque seguía con inquietud las opiniones del emperador y su política, que se oponían a estas prácticas». Su conducta moral se describe como ejemplar. Él y sus discípulos estaban firmemente vinculados al paganismo; pero se dice que pudo ver que su fin estaba cercano, y que predijo que tras su muerte todos los espléndidos templos de los dioses se convertirían en tumbas:
Predijo a todos sus seguidores que tras su muerte el templo dejaría de existir y que incluso los grandes y sacros templos de Serapis pasarían a la oscuridad informe y se transformarían, y que una oscuridad fabulosa e impropia se apoderaría de las cosas más bellas de la tierra. De todas estas profecías dio testimonio el tiempo, y al final su predicción llegó a tener la fuerza de un oráculo.